# Индоарийци
Индоарийците са народите, говорещи индоарийски езици, клон от семейството на индоевропейските езици, днес говорени от около 1 000 000 000 души, основно в Южна Азия, където са мнозинство. Те са част от индоевропейците.

## Географско разположение
Най-голям брой индоарийски народи населяват Индия - 821 млн. души, следват Пакистан - 164 млн., Бангладеш - 150 млн., Непал - 26 млн., Шри Ланка - 14 млн., Малдиви – 300 хил.